# Lista de filmes com temática LGBT de 1988
Esta é uma lista de filmes que contém personagens e/ou temática lésbica, gay, bissexual, ou transgênera lançados em 1988.
| Título                                                       | Diretor                            | País                          | Gênero                             | Elenco | Anotações |
| ------------------------------------------------------------ | ---------------------------------- | ----------------------------- | ---------------------------------- | --- | --- |
| 1999-nen no natsu yasumi (1999年の夏休み)                    | Shusuke Kaneko                     | Japão                         | Romance. Drama, Fantasia, Mistério | Eri Miyajima, Tomoko Ōtakara, Miyuki Nakano, Eri Fukatsu                                                              | Baseado no manga shoujo Thomas no Shinzō, de Moto Hagio |
| '68                                                          | Steven Kovacs                      | EUA                           | Drama                              | Eric Larson, Robert Locke, Sándor Técsy, Anna Dukasz, Miran Kwun, Terra Vandergaw                                     | trad. 68 - Conflito de Gerações Segue uma família de imigrantes húngaros vivendo em São Francisco em 1968. O filho mais jovem é gay.                            |
| À corps perdu                                                | Léa Pool                           | Canadá, Suíça                 | Drama, Romance                     | Matthias Habich, Johanne-Marie Tremblay, Michel Voïta, Jean-François Pichette, Kim Yaroshevskaya, Jacqueline Bertrand | trad. Corpo Perdido Baseado no romance Kurwenal de Yves Navarre                                                                                                 |
| Adieu Je T'aime                                              | Claude Bernard-Aubert              | França                        | Drama                              | Marie-Christine Barrault, Bruno Cremer, Stephane Bonnet, Bruno Pradal, Cecile Vassort, Sebastian Roche                | Ao descobrir que seu marido está apaixonado por seu colega de trabalho, uma mulher o convida para formar um trio                                                |
| Aids: A Priest’s Testament                                   | Conor McAnally                     | Reino Unido                   | Documentário                       | Fr. Bernárd Lynch | Sobre o Frei Bernárd Lynch, envolvido com a comunidade e ativismo LGBT, e fundador do New York’s AIDS Ministry                                                  |
| Apartment Zero                                               | Martin Donovan                     | Reino Unido, Argentina        | Drama, Suspense                    | Hart Bochner, Colin Firth, Dora Bryan, Liz Smith, Fabrizio Bentivoglio, James Telfer                                  | Centrado no relacionamento entre dois colegas de quarto, um sociopata solitário e um homem com um segredo                                                       |
| Arizona Heat                                                 | John G. Thomas                     | EUA                           | Ação, Policial                     | Michael Parks, Denise Crosby, Hugh Farrington, Ron Briskman, Dennis O'Sullivan, Renata Lee                            | Um policial das antigas e sua parceira lésbica precisam pegar um assassino em série                                                                             |
| Atracción Peculiar                                           | Enrique Carreras                   | Argentina                     | Comédia                            | Alberto Olmedo, Jorge Porcel, Beatriz Salomón, Sandra Villarruel, Silvia Pérez, Judith Gabbani                        | Um diretor de TV decide fazer um programa sobre a invasão a 'invasão' das travestis no Mar del Plata                                                            |
| Because the Dawn                                             | Amy Goldstein                      | EUA                           | Curta                              | Sandy Gray, Gregory Nassif St. John, Edwige, Kate Katcher                                                             | Uma fotógrafa se apaixona por uma vampira que procura aceitação e sangue, não necessariamente nessa ordem                                                       |
| Beyond Gravity                                               | Garth Maxwell                      | Nova Zelândia                 | Curta, Comédia                     | Guy Boyce, Willy de Wit, Gilbert Goldie, Stephen Hall, Lucy Sheehan, Annabel Lomas                                    | Um italiano se apaixona por um soprador de vidro que tem alucinações sobre o fim do mundo                                                                       |
| Boots, Biceps and Bulges: The Life & Works of Tom of Finland | James Williams                     | EUA                           | Curta, Documentário                | Tom of Finland | O artista Tom of Finland descreve sua vida e como ele desenvolveu seu próprio estilo de desenho                                                                 |
| Clay Farmers                                                 | A.P Gonzalez                       | EUA                           | Drama                              | Nicholas Rempel, Todd Fraser, Asbury Ward, Liam McGrath, Dolores Dwyer, Aaron Denney                                  | [ 11 ] |
| Curse of the Queerwolf                                       | Mark Pirro                         | EUA                           | Comédia, Terror                    | Michael Palazzolo, Kent Butler, Taylor Whitney, Cynthia Brownell, Darwyn Carson, Jim Bruce                            | [ 12 ] |
| Daniel endormi                                               | Michel Béna                        | França                        | Curta, Drama                       | François Chaix, David Léotard, Christine Paolini, Georges Montillier, Pascal Bonitzer, Xavier Beauvois                | trad. Daniel Adormecido Um jovem homossexual procura amor e a ele mesmo                                                                                         |
| The Days of Greek Gods (Physique Films of Richard Fontaine)  | Dick Fontaine                      | EUA                           | Documentário                       | | Richard Fontaine e Bob Miser iniciaram o movimento da exploração moderna do nu masculino                                                                        |
| Dead Lucky                                                   | Barbara Rennie                     | Reino Unido                   | Drama                              | Nicholas Farrell, Phil Davis, Harriet Bagnall, William Gaminara                                                       | Um contador gay não assumido ganha na loteria |
| Decodings                                                    | Michael Wallin                     | EUA                           | Curta                              | William Graves, Barry Livingston                                                                                      | [ 16 ] |
| Distant Voices, Still Lives                                  | Terence Davies                     | Reino Unido                   | Drama                              | Freda Dowie, Pete Postlethwaite, Angela Walsh, Lorraine Ashbourne, Dean Williams, Sally Davies                        | |
| Encore                                                       | Paul Vecchiali                     | França                        | Drama                              | Jean-Louis Rolland, Florence Giorgetti, Pascale Rocard, Nicolas Silberg, Patrick Raynal, Albert Dupontel              | trad. Uma Vez Mais Um homem de família no meio de sua vida descobre que é gay                                                                                   |
| The Everlasting Secret Family                                | Michael Thornhill                  | Austrália                     | Drama                              | Mark Lee, Drew Norman, Dennis Miller, Arthur Dignam, Ken Keen, Marcus Cornelius                                       | Baseado no conjunto de contos homônimos de Frank Moorhouse Sobre uma sociedade secreta de homens homossexuais                                                   |
| Frühstück zu dritt                                           | Andreas Riedler                    | Áustria                       | Drama                              | Georg Barbach, Stella Damm, Gerhard Greiter, Stefan Hager                                                             | Dois homens lutam pelo amor de uma mulher de uma maneira peculiar                                                                                               |
| The Fruit Machine                                            | Philip Saville                     | Reino Unido                   | Drama                              | Emile Charles, Tony Forsyth, Robert Stephens, Robbie Coltrane, Clare Higgins, Bruce Payne                             | Dois adolescentes gays planejam uma noitada mas acabam testemunhando um assassinato e sendo perseguidos pelos culpados                                          |
| Geierwally                                                   | Walter Bockmayer                   | Alemanha Ocidental            | Musical, Comédia                   | Samy Orfgen, Christoph Eichhorn, Gottfried Lackmann, Ralph Morgenstern, Ortrud Beginnen, Brigitte Janner              | Uma jovem foge para as montanhas para escapar de um casamento arranjado                                                                                         |
| Ghosts... of the Civil Dead                                  | John Hillcoat                      | Austrália                     | Crime, Drama                       | David Field, Mike Bishop, Chris DeRose, Kevin Mackey, Dave Mason, Nick Cave                                           | História macabra sobre os prisioneiro e guardas de uma penitenciária de segurança máxima                                                                        |
| Grapefruit, the Story of John and Yoko                       | Cecilia Dougherty                  | EUA                           | Curta                              | Jill Garellick, Azian Nurudin, Suzie Bright                                                                           | Romantização da história dos Beatles e a relação entre John Lennon e Yoko Ono, porém com um elenco composto apenas por mulheres                                 |
| Hairspray                                                    | John Waters                        | EUA                           | Musical, Comédia                   | Ricki Lake, Divine, Debbie Harry, Sonny Bono, Jerry Stiller, Leslie Ann Powers                                        | |
| Haunted Summer                                               | Ivan Passer                        | EUA                           | Drama, Romance                     | Philip Anglim, Alice Krige, Eric Stoltz, Alex Winter, Laura Dern, Peter Berling                                       | Baseado no verão de 1816, quando Mary Shelley escreveu o romance Frankenstein, na companhia de seu marido e Lord Byron                                          |
| Illegal Tender                                               | Paul Bettell                       | Reino Unido                   | Curta                              | Martin Vafadari, Philip Williamson                                                                                    | Retrato psicodélico dos desejos de um jovem |
| In a Shallow Grave                                           | Kenneth Bowser                     | EUA                           | Drama                              | Michael Biehn, Maureen Mueller, Michael Beach, Patrick Dempsey                                                        | trad. Uma Chance Para Amar Um veterano da Segunda Guerra desfigurado pede a um jovem misterioso para entregar cartas a sua antiga namorada                      |
| A Insustentável Leveza do Ser                                | Philip Kaufman                     | EUA                           | Drama                              | Daniel Day-Lewis, Juliette Binoche, Lena Olin, Derek de Lint                                                          | Baseado do livro homônimo, de Milan Kundera |
| Die Jungfrauen Maschine                                      | Monika Treut                       | Alemanha Ocidental, EUA       | Drama                              | Ina Blum, Marcelo Uriona, Gad Klein, Peter Kern, Hans-Christoph Blumenberg, Dominique Gaspar                          | trad. A Máquina de Virgens |
| Ken Death Gets Out of Jail                                   | Gus Van Sant                       | EUA                           | Curta, Comédia                     | Ken Mieske | [ 29 ] |
| Liberace                                                     | William Hale, Tommy Groszman       | EUA                           | Biográfico                         | Andrew Robinson, John Rubinstein, Maris Valainis, Deborah Goodrich, Carmen Argenziano, Louis Giambalvo                | Telefilme sobre a vida do músico Liberace |
| Liberace: Behind the Music                                   | David Greene                       | EUA, Canadá                   | Biográfico, Drama, Musical         | Victor Garber, Saul Rubinek, Michael Dolan, Maureen Stapleton, Shawn Levy, Michael Wilkes                             | Telefilme sobre a vida do músico Liberace |
| ...Lipotaktis                                                | Giorgos Korras, Christos Voupouras | Grécia                        | Drama                              | Stelios Mainas, Toula Stathopoulou, Leonidas Nomikos, Stelios Pavlou, Sinda Stefanopoulou, Giorgos Giannopoulos       | Um homem gay escapa de Atenas e encontra refúgio em um vilarejo remoto, onde é atraído a um desertor do exército                                                |
| Macho Dancer                                                 | Lino Brocka                        | Filipinas                     | Drama                              | Daniel Fernando, Allan Paule, William Lorenzo, Jaclyn Jose, Princess Punzalan, Timothy Diwa                           | Um dos filmes gay mais influenciais das Filipinas, seu tema é a indústria da prostituição masculina em Manila                                                   |
| Orvim                                                        | Ayelet Menahemi                    | Israel                        | Drama                              | Gili Ben-Ozilio, Itzik Nini, Boaz Turgeman                                                                            | Segue as vidas de jovens sem-teto nas ruas de Tel Aviv, muitos deles homossexuais                                                                               |
| Pathos: Segreta Inquietudine                                 | Piccio Raffanini                   | Itália                        | Terror, Suspense                   | Virginia Hey, Gioia Scola, Dario Parisini, Carin McDonald, Teagan Clive, Eva Grimaldi                                 | [ 35 ] |
| Uma Pedra no Bolso                                           | Joaquim Pinto                      | Portugal                      | Drama                              | Inês de Medeiros, Isabel de Castro, Bruno Leite, Luís Miguel Cintra, Manuel Lobão, Eduarda Chiotte                    | |
| Photo de Famille                                             | François Ozon                      | França                        | Curta                              | Guillaume Ozon, Anne-Marie Ozon, Rene Ozon, Julie Ozon                                                                | [ 36 ] |
| Pissoir                                                      | John Greyson                       | Canadá                        | Drama                              | Paul Bettis, Pauline Carey, Lance Eng, Olivia Rojas                                                                   | trad. Urinal Um homem imagina várias figuras históricas e fictícias para ajudá-lo a formular uma resposta para as ações policiais contra locais gays em Toronto |
| Prisonnières                                                 | Charlotte Silvera                  | França                        | Crime, Drama                       | Bernadette Lafont, Marie-Christine Barrault, Annie Girardot, Fanny Bastien, Milva Agnès Soral, Corinne Touzet         | Segue seis detentas em uma penitenciária feminina |
| Quest for Love                                               | Helena Noguiera                    | África do Sul                 | Drama                              | Janna Cilliers, Sandra Prinsloo, Wayne Bowman                                                                         | trad. Busca por Amor Uma advogada tem dificuldade em escolher entre se comprometer à namorada ou à revolução                                                    |
| Riflessi di luce                                             | Mario Bianchi                      | Itália                        | Drama, Erótico                     | Pamela Prati, Gabriele Tinti, Loredana Romito, Gabriele Gori, Laura Gemser, Jessica Moore                             | Depois de perder a esposa e as pernas em um acidente, um homem se muda para uma mansão com seu filho, uma lésbica, e uma bissexual                              |
| Rights and Reactions: Lesbian & Gay Rights On Trial          | Jane Lippman, Phil Zwickler        | EUA                           | Documentário                       | | Segue o debate e o voto sobre direitos LGBT na Conselho da Cidade de Nova York                                                                                  |
| Robert Mapplethorpe                                          | Nigel Finch                        | Reino Unido                   | Documentário                       | Robert Mapplethorpe                                                                                                   | Um retrato do fotógrafo americano Robert Mapplethorpe |
| Romance                                                      | Sérgio Bianchi                     | Brasil                        | Drama                              | José Rubens Chachá, Hugo Della Santa, Emílio Di Biasi, Ruth Escobar, Cláudio Mamberti, Sérgio Mamberti                | |
| Salome's Last Dance                                          | Ken Russell                        | Reino Unido, EUA              | Comédia, Drama                     | Glenda Jackson, Stratford Johns, Nickolas Grace, Douglas Hodge, Imogen Millais-Scott, Denis Lill                      | Baseado na peça Salomé de Oscar Wilde |
| Sheman: Mistress of the Universe                             | Tony Y. Reyes                      | Filipinas                     | Fantasia, Ação, Comédia, Aventura  | Joey de Leon, Ruffa Gutierrez, Panchito, Dennis Da Silva, Eric Cayetano, Paquito Diaz                                 | Uma mistura e paródia do ícone da fantasia filipina Ang Panday, e He-Man                                                                                        |
| Shilde                                                       | Darezhan Omirbayev                 | União Soviética (Cazaquistão) | Curta                              | Marat Dosetov, Bakhitchan Dshartibaev                                                                                 | Em uma tarde de verão, dois garotos tentam conseguir dinheiro                                                                                                   |
| Superstar: The Karen Carpenter Story                         | Todd Haynes                        | EUA                           | Curta, Musical                     | Merrill Gruver, Michael Edwards, Melissa Brown, Rob LaBelle, Cynthia Schneider, Todd Haynes                           | As músicas dos últimos 17 anos da carreira de Karen Carpenter, performadas somente por bonecas Barbie                                                           |
| Tea Leaf                                                     | Ruth Novaczek                      | Reino Unido                   | Curta                              | | Um confissão para a nova namorado da diretora, sobre a 'típica mulher judia de Londres'                                                                         |
| This is Not an Aids Advertisement                            | Isaac Julien                       | Reino Unido                   | Curta                              | Isaac Julien | Um antídoto impressionista para as campanhas governamentais frígidas e culposas sobre a AIDS                                                                    |
| Tidy Endings                                                 | Gavin Millar                       | EUA                           | Drama                              | Stockard Channing, Jean De Baer, Nathaniel Moreau, Stephen Mendel, Jesse Simpson, Harvey Fierstein                    | Depois que seu namorado morre pela AIDS, um homem faz amizade com a ex-esposa dele                                                                              |
| Top Model                                                    | Joe D’Amato                        | Itália                        | Drama, Erótico                     | Jessica Moore, James Sutterfield, Ale Dugas, Laura Gemser, Jason Saucier, Lin Gathright                               | [ 49 ] |
| Topio stin omichli                                           | Theodoros Angelopoulos             | Grécia, Itália, França        | Drama                              | Michalis Zeke, Tania Palaiologou, Stratos Tzortzoglou                                                                 | [ 50 ] |
| Torch Song Trilogy                                           | Paul Bogart                        | EUA                           | Comédia, Romance, Drama            | Harvey Fierstein, Anne Bancroft, Matthew Broderick, Brian Kerwin, Karen Young, Eddie Castrodad                        | Roteirizado por Fierstein, baseado em sua peça homônima |
| Warm Nights on a Slow Moving Train                           | Bob Ellis                          | Austrália                     | Drama                              | Wendy Hughes, Colin Friels, Norman Kaye, John Clayton, Rod Zuanic, Lewis Fitz-Gerald                                  | [ 51 ] |
| We Think the World of You                                    | Colin Gregg                        | Reino Unido, EUA              | Drama                              | Gary Oldman, Alan Bates, Max Wall, Liz Smith, Frances Barber                                                          | Baseado no romance homônimo de J. R. Ackerley Indo para a prisão, um jovem encarrega seu antigo amante de cuidar de seu cachorro                                |
| Die Wiese der Sachen                                         | Heinz Emigholz                     | Alemanha Ocidental            | Documentário                       | Eckhard Rhode, Wolfgang Müller, Heinz Emigholz                                                                        | trad. O Prado das Coisas Recebeu o Gay Teddy Bear Award de melhor longa-metragem na Berlinale em 1988                                                           |